# 正平 (郭子和)
正平（せいへい）は、隋末唐初に郭子和が自立して建てた元号。617年 - 618年。

## 西暦・干支との対照表
| 正平 | 元年  | 2年   |
| 西暦 | 617年 | 618年 |
| 干支 | 丁丑  | 戊寅  |